# Phaedrotoma diversa
Phaedrotoma diversa är en stekelart som först beskrevs av Szepligeti 1898.  Phaedrotoma diversa ingår i släktet Phaedrotoma och familjen bracksteklar. Arten är reproducerande i Sverige. Inga underarter finns listade i Catalogue of Life.